# Comtés du Commonwealth de Virginie
Le Commonwealth de Virginie, un des 50 États des États-Unis, est divisé en 95 comtés (counties) et 39 cités indépendantes (independent cities). Ces dernières ne font pas politiquement parties d'un comté et sont analysées par le Bureau du recensement des États-Unis comme des équivalents-comtés.
Plusieurs comtés et villes ont le même nom, mais sont séparés politiquement. C'est le cas actuellement de Bedford, Fairfax, Franklin, Richmond et Roanoke. C'était aussi le cas de Norfolk et Alexandria, dont les comtés ont depuis changé leurs noms pour éviter toute confusion. Cela ne signifie pas nécessairement que les comtés et les villes qui partagent le même nom sont proches géographiquement. Le comté de Richmond est loin de la ville de Richmond et celui de Franklin est encore plus éloigné de la ville du même nom.

## Liste des comtés
Rappel : l'État de Virginie compte 8 001 024 habitants sur une superficie de 110 862 km2, soit une densité moyenne de 72,2
| Nom                     | Siège                      | date de création | Population | Superficie (km²) | densité |
| ----------------------- | -------------------------- | ---------------- | ---------- | ---------------- | ------- |
| Comté d'Accomack        | Accomac                    | 1663             | 33 164     | 1 178            | 28,2    |
| Comté d'Albemarle       | Charlottesville            | 1744             | 98 970     | 1 873            | 52,8    |
| Comté d'Alleghany       | Covington                  | 1822             | 12 926     | 1 155            | 11,2    |
| Comté d'Amelia          | Amelia Courthouse          | 1734             | 11 400     | 925              | 12,3    |
| Comté d'Amherst         | Amherst                    | 1761             | 31 894     | 1 230            | 25,9    |
| Comté d'Appomattox      | Appomattox                 | 1845             | 13 705     | 865              | 15,8    |
| Comté d'Arlington       | Arlington                  | 1861             | 207 627    | 67               | 3098,9  |
| Comté d'Augusta         | Staunton                   | 1745             | 65 615     | 2 515            | 26,1    |
| Comté de Bath           | Warm Springs               | 1790             | 5 048      | 1 378            | 3,7     |
| Comté de Bedford        | Bedford                    | 1753             | 60 371     | 1 955            | 30,8    |
| Comté de Bland          | Bland                      | 1861             | 6 871      | 930              | 7,4     |
| Comté de Botetourt      | Fincastle                  | 1796             | 30 496     | 1 406            | 21,7    |
| Comté de Brunswick      | Lawrenceville              | 1732             | 18 419     | 1 466            | 12,6    |
| Comté de Buchanan       | Grundy                     | 1858             | 26 978     | 1 305            | 20,7    |
| Comté de Buckingham     | Buckingham                 | 1785             | 15 623     | 1 505            | 10,4    |
| Comté de Campbell       | Rustburg                   | 1782             | 51 078     | 1 305            | 39,1    |
| Comté de Caroline       | Bowling Green              | 1728             | 28 545     | 1 380            | 20,7    |
| Comté de Carroll        | Hillsville                 | 1842             | 30 042     | 1 233            | 24,4    |
| Comté de Charles City   | Charles City               | 1634             | 6 926      | 471              | 14,7    |
| Comté de Charlotte      | Charlotte Court House      | 1765             | 12 462     | 1 230            | 10,1    |
| Comté de Chesterfield   | Chesterfield Court House   | 1749             | 316 236    | 1 103            | 286,7   |
| Comté de Clarke         | Berryville                 | 1836             | 12 652     | 458              | 27,6    |
| Comté de Craig          | New Castle                 | 1851             | 5 091      | 855              | 6,0     |
| Comté de Culpeper       | Culpeper                   | 1748             | 46 689     | 987              | 47,3    |
| Comté de Cumberland     | Cumberland                 | 1749             | 9 017      | 772              | 11,9    |
| Comté de Dickenson      | Clintwood                  | 1880             | 16 395     | 862              | 19,0    |
| Comté de Dinwiddie      | Dinwiddie                  | 1752             | 24 533     | 1 305            | 18,8    |
| Comté d'Essex           | Tappahannock               | 1692             | 9 989      | 668              | 15,0    |
| Comté de Fairfax        | Fairfax                    | 1742             | 1 081 726  | 1 026            | 1054,3  |
| Comté de Fauquier       | Warrenton                  | 1759             | 68 010     | 1 683            | 40,4    |
| Comté de Floyd          | Floyd                      | 1831             | 13 874     | 989              | 14,0    |
| Comté de Fluvanna       | Palmyra                    | 1777             | 20 047     | 743              | 27,0    |
| Comté de Franklin       | Rocky Mount                | 1785             | 47 286     | 1 792            | 26,4    |
| Comté de Frederick      | Winchester                 | 1743             | 59 209     | 1 075            | 55,1    |
| Comté de Giles          | Pearisburg                 | 1806             | 16 657     | 927              | 18,0    |
| Comté de Gloucester     | Gloucester Courthouse      | 1651             | 34 780     | 562              | 61,9    |
| Comté de Goochland      | Goochland                  | 1727             | 16 863     | 736              | 22,9    |
| Comté de Grayson        | Independence               | 1793             | 17 917     | 1 147            | 15,6    |
| Comté de Greene         | Stanardsville              | 1838             | 15 244     | 407              | 37,5    |
| Comté de Greensville    | Emporia                    | 1780             | 11 560     | 767              | 15,1    |
| Comté de Halifax        | Halifax                    | 1752             | 37 355     | 2 108            | 17,7    |
| Comté de Hanover        | Hanover Courthouse         | 1720             | 99 863     | 1 225            | 81,5    |
| Comté de Henrico        | Richmond                   | 1617             | 306 935    | 616              | 498,3   |
| Comté de Henry          | Martinsville               | 1777             | 57 930     | 989              | 58,6    |
| Comté de Highland       | Monterey                   | 1847             | 2 536      | 1 077            | 2,4     |
| Comté d'Isle of Wight   | Isle of Wight              | 1634             | 29 728     | 818              | 36,3    |
| Comté de James City     | Williamsburg               | 1617             | 67 009     | 370              | 181,1   |
| Comté de King and Queen | King and Queen Court House | 1691             | 6 630      | 818              | 8,1     |
| Comté de King George    | King George                | 1721             | 16 803     | 466              | 36,1    |
| Comté de King William   | King William               | 1702             | 13 146     | 712              | 18,5    |
| Comté de Lancaster      | Lancaster                  | 1651             | 11 567     | 344              | 33,6    |
| Comté de Lee            | Jonesville                 | 1793             | 23 589     | 1 132            | 20,8    |
| Comté de Loudoun        | Leesburg                   | 1757             | 312 311    | 1 347            | 231,9   |
| Comté de Louisa         | Louisa                     | 1742             | 25 627     | 1 290            | 19,9    |
| Comté de Lunenburg      | Lunenburg                  | 1746             | 13 146     | 1 119            | 11,7    |
| Comté de Madison        | Madison                    | 1793             | 12 520     | 834              | 15,0    |
| Comté de Mathews        | Mathews                    | 1791             | 9 207      | 223              | 41,3    |
| Comté de Mecklenburg    | Boydton                    | 1765             | 32 380     | 1 616            | 20,0    |
| Comté de Middlesex      | Saluda                     | 1673             | 9 932      | 337              | 29,5    |
| Comté de Montgomery     | Christiansburg             | 1777             | 83 629     | 1 005            | 83,2    |
| Comté de Nelson         | Lovingston                 | 1808             | 14 445     | 1 222            | 11,8    |
| Comté de New Kent       | New Kent                   | 1654             | 13 462     | 544              | 24,7    |
| Comté de Northampton    | Eastville                  | 1634             | 13 093     | 536              | 24,4    |
| Comté de Northumberland | Heathsville                | 1648             | 12 259     | 497              | 24,7    |
| Comté de Nottoway       | Nottoway                   | 1789             | 15 725     | 816              | 19,3    |
| Comté d'Orange          | Orange                     | 1734             | 25 881     | 886              | 29,2    |
| Comté de Page           | Luray                      | 1831             | 23 177     | 805              | 28,8    |
| Comté de Patrick        | Stuart                     | 1791             | 19 407     | 1 251            | 15,5    |
| Comté de Pittsylvania   | Chatham                    | 1765             | 61 745     | 2 533            | 24,4    |
| Comté de Powhatan       | Powhatan                   | 1777             | 23 377     | 676              | 34,9    |
| Comté de Prince Edward  | Farmville                  | 1754             | 19 720     | 914              | 21,6    |
| Comté de Prince George  | Prince George              | 1703             | 33 047     | 689              | 48,0    |
| Comté de Prince William | Manassas                   | 1731             | 402 002    | 875              | 459,4   |
| Comté de Pulaski        | Pulaski                    | 1834             | 35 127     | 831              | 42,3    |
| Comté de Rappahannock   | Washington                 | 1833             | 6 983      | 692              | 10,1    |
| Comté de Richmond       | Warsaw                     | 1692             | 8 809      | 497              | 17,7    |
| Comté de Roanoke        | Salem                      | 1838             | 85 778     | 650              | 132,0   |
| Comté de Rockbridge     | Lexington                  | 1778             | 20 808     | 1 554            | 13,4    |
| Comté de Rockingham     | Harrisonburg               | 1778             | 67 725     | 2 204            | 30,7    |
| Comté de Russell        | Lebanon                    | 1786             | 30 308     | 1 230            | 24,6    |
| Comté de Scott          | Gate City                  | 1814             | 23 403     | 1 391            | 16,8    |
| Comté de Shenandoah     | Woodstock                  | 1772             | 35 075     | 1 326            | 26,5    |
| Comté de Smyth          | Marion                     | 1832             | 33 081     | 1 171            | 28,3    |
| Comté de Southampton    | Courtland                  | 1749             | 17 482     | 1 554            | 11,2    |
| Comté de Spotsylvania   | Spotsylvania Court House   | 1721             | 122 397    | 1 039            | 117,8   |
| Comté de Stafford       | Stafford                   | 1664             | 128 961    | 699              | 184,5   |
| Comté de Surry          | Surry                      | 1652             | 6 829      | 723              | 9,4     |
| Comté de Sussex         | Sussex                     | 1754             | 12 504     | 1 272            | 9,8     |
| Comté de Tazewell       | Tazewell                   | 1800             | 44 598     | 1 347            | 33,1    |
| Comté de Warren         | Front Royal                | 1836             | 31 584     | 554              | 57,0    |
| Comté de Washington     | Abingdon                   | 1777             | 51 103     | 1 461            | 35,0    |
| Comté de Westmoreland   | Montross                   | 1653             | 16 718     | 593              | 28,3    |
| Comté de Wise           | Wise                       | 1856             | 40 123     | 1 044            | 38,4    |
| Comté de Wythe          | Wytheville                 | 1790             | 27 599     | 1 199            | 23,0    |
| Comté de York           | Yorktown                   | 1634             | 66 464     | 275              | 241,9   |

## Liste des cités indépendantes
Les cités indépendantes de Virginie sont des municipalités ayant obtenu de l'État de Virginie une charte municipale qui les rendent indépendantes de tout comté. La Virginie a donc deux catégories de cités :
- celles qui s'auto-administrent sans se référer à une autorité intermédiaire qu'est le comté ; elles ne relèvent que de l'autorité de l'État et sont recensées dans le tableau ci-dessous ;
- celles qui sont incorporées dans un comté et dont les pouvoirs locaux sont partagés entre celui-ci et celles-là.

La ville (ou cité) indépendante peut être enclavée totalement dans un comté (cas de Fairfax par exemple) ; elle peut être également le siège d'un comté adjacent ou éloigné (cas des villes en italique du tableau précédent)
Cette double organisation, mise en place progressivement à partir de 1871, est spécifique à l'État de Virginie. En effet seules 42 municipalités ont la qualité de cité indépendante aux États-Unis, dont 39 sont situées en Virginie.  Les trois autres sont Baltimore dans le Maryland, Saint-Louis dans le Missouri, et Carson City dans le Nevada.
| Nom              | Population | Superficie (km²) | densité |
| ---------------- | ---------- | ---------------- | ------- |
| Alexandria       | 139 966    | 39               | 3588,9  |
| Bedford          | 6 299      | 18               | 349,9   |
| Bristol          | 17 367     | 31               | 560,2   |
| Buena Vista      | 6 349      | 18               | 352,7   |
| Charlottesville  | 45 049     | 26               | 1732,7  |
| Chesapeake       | 222 209    | 883              | 251,7   |
| Colonial Heights | 16 897     | 21               | 804,6   |
| Covington        | 6 303      | 10               | 630,3   |
| Danville         | 48 411     | 111              | 436,1   |
| Emporia          | 5 665      | 18               | 314,7   |
| Fairfax          | 21 498     | 16               | 1343,6  |
| Falls Church     | 12 332     | 5                | 2466,4  |
| Franklin         | 8 346      | 21               | 397,4   |
| Fredericksburg   | 24 286     | 26               | 934,1   |
| Galax            | 6 837      | 21               | 325,6   |
| Hampton          | 146 437    | 135              | 1084,7  |
| Harrisonburg     | 40 468     | 47               | 861,0   |
| Hopewell         | 22 354     | 26               | 859,8   |
| Lexington        | 6 867      | 5                | 1373,4  |
| Lynchburg        | 65 269     | 127              | 513,9   |
| Manassas         | 37 821     | 26               | 1454,7  |
| Manassas Park    | 14 273     | 5                | 2854,6  |
| Martinsville     | 15 426     | 28               | 550,9   |
| Newport News     | 180 150    | 176              | 1023,6  |
| Norfolk          | 242 803    | 140              | 1734,3  |
| Norton           | 3 904      | 18               | 216,9   |
| Petersburg       | 33 740     | 60               | 562,3   |
| Poquoson         | 11 566     | 41               | 282,1   |
| Portsmouth       | 100 565    | 85               | 1183,1  |
| Radford          | 15 859     | 26               | 610,0   |
| Richmond         | 204 214    | 155              | 1304,6  |
| Roanoke          | 94 911     | 111              | 855,1   |
| Salem            | 24 747     | 39               | 634,5   |
| Staunton         | 23 853     | 52               | 458,7   |
| Suffolk          | 63 677     | 1 036            | 61,5    |
| Virginia Beach   | 437 994    | 642              | 682,2   |
| Waynesboro       | 19 520     | 36               | 542,2   |
| Williamsburg     | 14 068     | 23               | 611,7   |
| Winchester       | 23 585     | 23               | 1025,4  |